# Maximilien Joseph Caspar Marie Kolkman
Maximilien Joseph Caspar Marie Kolkman (Dordrecht, 9 maart 1853 - Den Haag, 19 februari 1924) was een invloedrijk democratisch gezind katholiek Tweede Kamerlid.
Kolkman was notaris van beroep. In 1884 ging hij in de landelijke politiek. Bij zijn intrede in de Tweede Kamer was hij een van de (relatief weinig) volgelingen van Schaepman, met wie hij ook bevriend was. Kolkman was een financieel specialist. Later werd hij voorzitter van de katholieke kamerfractie. 
Als minister van Financiën in het kabinet-Heemskerk lukte het Kolkman niet de Tariefwet tot stand te brengen, die tot hogere invoertarieven en meer inkomsten moest leiden. Na zijn ministerschap keerde hij in 1916 terug in de Tweede Kamer.
Kolkman was gehuwd met A.J.M.W. Fackeldeij. Samen kregen zij zeven dochters en vier zonen waaronder W.F.W. Kolkman (burgemeester van Weert) en J.W. Kolkman (diplomaat die veel Engelandvaarders hielp).

## Trivia
- Wegens de verwarring van de stuiver met het kwartje introduceerde minister Kolkman in 1912 de vierkante stuiver. In de Nieuwjaarswens van Thomasvaer en Pieternel, een soort conference op rijm waarmee traditioneel de uitvoering van de Gijsbrecht van Aemstel in de Stadsschouwburg (Amsterdam) werd afgesloten, vroeg Thomasvaer op 1 jan. 1913 naar het waarom van die vierkante stuiver. Pieternel: "Zeg als ik dan iets wist, minister Kolkman is kubist."

- Biografisch Portaal: 07876025
- Parlement.com: vg09ll2dxau2